# Odprto prvenstvo Avstralije 1979
Odprto prvenstvo Avstralije 1979 je teniški turnir, ki je potekal med 24. decembrom 1979 in 2. januarjem 1980 v Melbournu.

## Moški posamično
Guillermo Vilas :  John Sadri, 7–6, 6–3, 6–2

## Ženske posamično
Barbara Jordan :  Sharon Walsh, 6–3, 6–3

## Moške dvojice
Peter McNamara /  Paul McNamee :  Paul Kronk /  Cliff Letcher, 7–6, 6–2

## Ženske dvojice
Judy Connor Chaloner /  Diane Evers Brown :  Leanne Harrison /  Marcella Mesker, 6–1, 3–6, 6–0